# CRAI Biblioteca del Pavelló de la República
El CRAI Biblioteca del Pavelló de la República és un dels arxius-biblioteca més importants del món sobre la Segona República, la Guerra Civil Espanyola, l'exili, el franquisme i la transició. Paral·lelament a aquestes temàtiques, la Biblioteca també té un fons important sobre sovietisme i sobre història política internacional del segle xx, especialment rellevant amb relació a la Segona Guerra Mundial. La seva organització està adscrita al Centre de Recursos per a l'Aprenentatge i la Investigació (CRAI) depenent de la Universitat de Barcelona L'any 1996.

## Història

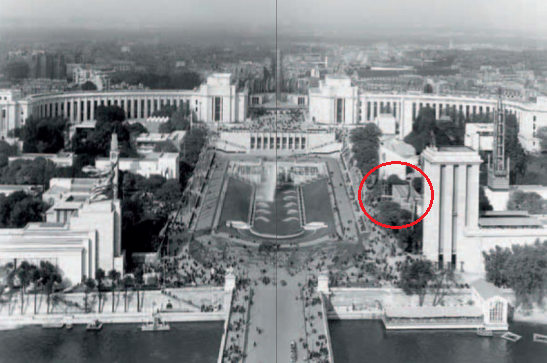
Ubicació de l'edifici a l'imponent context dels pavellons soviètic i nazi enfrontats

L'any 1937, en plena guerra civil espanyola, el govern de la República va participar en l'Exposition internationale des arts et techniques dans la vie moderne, coneguda popularment com l'Exposició Internacional de París de 1937. La guerra civil que s'estava vivint a Espanya comportà un canvi en la concepció del projecte, inicialment més encarat a l'exaltació dels avenços tècnics dels diferents països, i el Pavelló espanyol s'acabà convertint en un testimoni de la tràgica situació política del país: "El carácter que debe tener la Sección Española de la Exposición (…) puede y debe representar el momento presente y el esfuerzo maravilloso del pueblo español por defender su independencia y la causa de la paz en el mundo".
L'exposició va durar del 25 de maig fins al 25 de novembre de 1937. El Pavelló, però, no es va inaugurar fins al 12 de juliol. Estava situat a l'avinguda del Trocadero prop dels pavellons d'Alemanya i de la Unió Soviètica.
Els artífexs del projecte foren el filòsof José Gaos, comissari general del pavelló, el pintor Josep Renau i l'escriptor Max Aub, que van organitzar el contingut expositiu del pavelló i van encarregar la construcció de l'edifici a Josep Maria Sert i Luís Lacasa.
La producció audiovisual va anar a càrrec de Luís Buñuel, nomenat coordinador de Propaganda del Servicio de la Información a l'ambaixada de París.

## Arquitectura

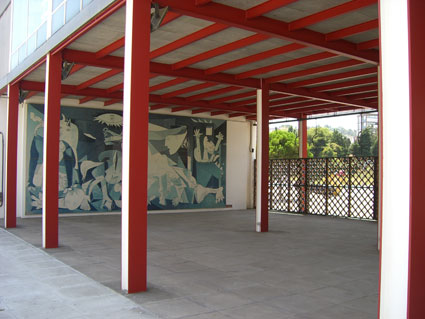
Vista del pati amb la reproducció del Gernika al fons

L'edifici del Pavelló de la República, va ser concebut pels seus arquitectes Josep Lluís Sert i Luis Lacasa com un contenidor buit, gairebé sense parets i amb tres plantes. Deixava la planta baixa lliure comunicada amb un pati que, cobert amb una lona, feia la funció d'auditori.
A la primera planta, dedicada a la propaganda i la informació sobre la situació del país en guerra, s'hi accedia per una escalinata i a la segona, destinada a les seccions d'arts plàstiques i populars, on destacava el gran mural de Joan Miró, El pagès català (avui desaparegut), s'hi accedia per una rampa, tot i que també existia un accés en vertical a l'interior de l'estructura.
Es construí amb una gran limitació de temps i materials, molts d'ells prefabricats, com panells aglomerats o de material sintètic, i adaptant el pla de construcció a un terreny irregular, amb pendent i amb l'obligació de respectar els arbres en el terreny assignat. Tenia una superfície de 1.400 metres quadrats.
Es va aconseguir una construcció sòbria que seguia les línies del racionalisme arquitectònic tot i el seu caràcter efímer. Adquirí una finalitat bàsicament cultural i de propaganda per fer saber al món la situació que s'estava vivint a Espanya, definir amb precisió els objectius del govern i remarcar la lluita heroica del poble espanyol.
Així, a l'interior (i a la façana que actuava a manera de gegantesc plafó exhibidor), s'hi exposaren cartells, fotografies, fotomuntatges, proclames, plafons informatius, així com obres d'art i d'artesania, enviades directament des d'Espanya pels governs central i autonòmics i diversos sindicats. Gran part de les obres exposades pretenien proclamar a l'opinió pública la situació en què es trobava Espanya abans i després de la República, i amb la situació de guerra.
Un dels seus principals reclams fou el famós Gernika de Pablo Picasso, situat en una de les parets del pati on la part central l'ocupava la Font de Mercuri, obra d'Alexander Calder.
A l'entrada del pavelló es trobava la gran escultura d'Alberto Sánchez El pueblo español tiene un camino que conduce a una estrella, al costat d'obres d'altres artistes com Julio González autor de La Montserrat. Cal destacar que moltes d'aquestes obres van ser executades expressament per a ser exposades al Pavelló i representen el compromís i la solidaritat dels creadors amb la tràgica realitat que s'estava vivint a causa de la guerra civil.

### Reforma olímpica

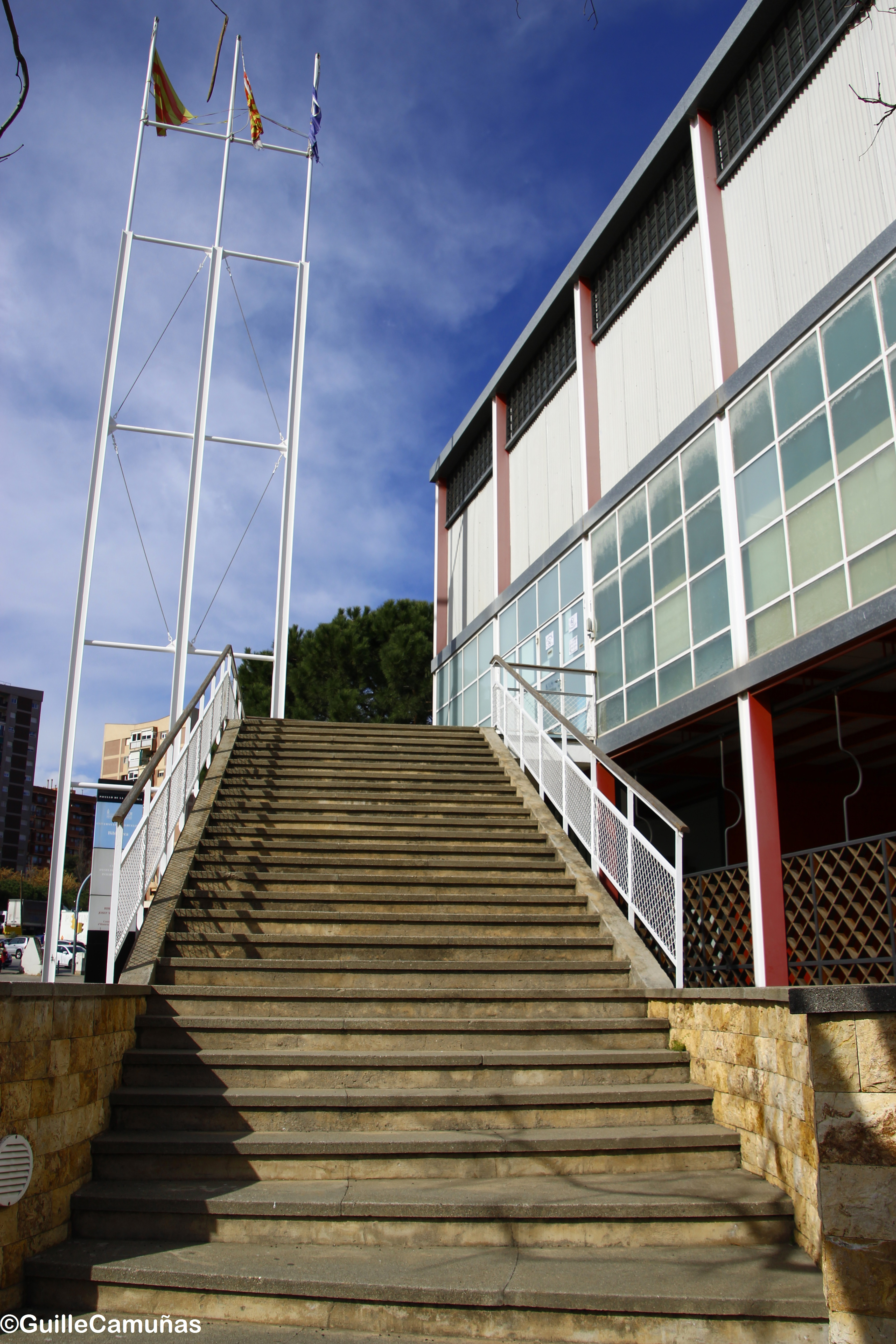
Escales d'entrada al Pavelló

Amb motiu dels Jocs Olímpics de 1992 l'Ajuntament de Barcelona encomanà als arquitectes Antoni Ubach, Miquel Espinet i Juan Miguel Hernández León la realització d'una rèplica del Pavelló de la República que s'havia presentat a l'Exposició Internacional de París del 1937 i que va ser destruït en acabar aquesta.
Avui, aquest emblemàtic edifici, cedit des de l'any 1994 per l'Ajuntament de Barcelona a la Universitat de Barcelona, està ocupat pel CRAI Biblioteca Pavelló de la República, que posseeix un dels fons més importants a nivell mundial sobre Segona República, Guerra Civil, Franquisme, Exili i Transició a Espanya, i especialment a Catalunya, i pel Centre d'Estudis Històrics Internacionals, fundat per Jaume Vicens Vives.
Una reproducció del famós Gernika de Picasso es pot contemplar, com estava en la seva ubicació original, en una paret del pati obert del pavelló.